# Урочище Гулино
«Урочище Гулино» — комплексный памятник природы общегосударственного значения, расположенный на крайнем севере Корюковского района на левом берегу реки Снов (Черниговская область, Украина). Площадь — 100 га. Код (государственный кадастровый номер) — . Находится под контролем Холминского государственного лесного хозяйства.
Статус памятника природы присвоен постановлением Совета Министров УССР от 14.10.1975 № 780 с целью сохранения высокопродуктивных лесных насаждений природного происхождения на берегу реки Снов с густым подлеском и отдельными куртинами сосны и дуба. Расположен на территории квадратов 1-6 Перелюбского лесничества Корюковского района. На западе к памятнику природы примыкает гидрологический заказник местного значения Великий дятел.
Ближайшие населённые пункты: сёла Барановка Семёновского района (в 8 км на восток от урочища Гилино) и Гута-Студенецкая (в 6 км на юг) Сновского района Черниговской области Украины, город — Семёновка.